# Wilhelm Tell

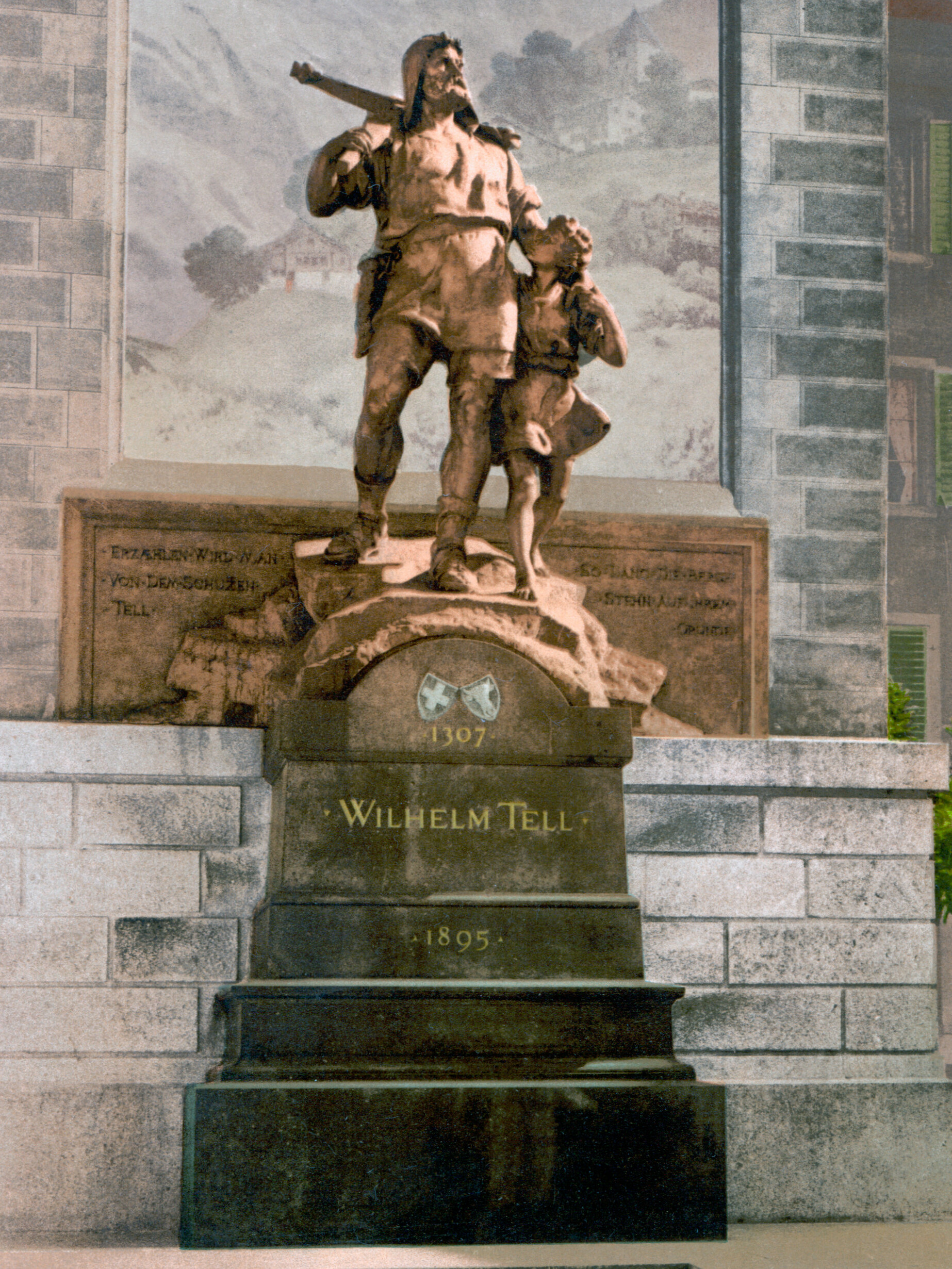
Staty över Wilhelm Tell i Altdorf, Uri, Schweiz.

Wilhelm Tell är en legendarisk schweizisk nationalhjälte, sannolikt uppdiktad. 

## Berättelsen
Enligt sägnen levde Wilhelm Tell i Bürglen under tidigt 1300-tal, under Albrekt I:s regeringstid, och var känd för sin förmåga att hantera armborstet. Schweiz var på den tiden styrt av habsburgarna. Tell vägrade buga för den nye habsburgske fogden Hermann Gesslers hatt, som hängts upp på en påle. Bugningen skulle vara en symbol för att schweizarna underkastade sig honom. 
Gessler tänkte ut ett hemskt straff. Eftersom Tell nu skulle vara så skicklig med sitt vapen skulle han få bevisa det genom att träffa ett äpple, som placerades på huvudet på hans son. Om skytten misslyckades skulle båda dö.
Wilhelm tog då upp två pilar och sköt sedan mot sin son. Han lyckades förstås. När Gessler frågade varför Tell hade två pilar, svarade han att den andre var för fogden om den första dödat sonen. Gessler slängde Tell i fängelse, men han lyckades fly - och kunde senare döda fogden med den andra pilen. Tells uppror påstås ha skapat det uppror som slutligen ledde till bildandet av Gamla schweiziska edsförbundet, föregångaren till dagens statsbildning.

## Bakgrund
Wilhelm Tell är en viktig symbol för schweizarna, men berättelsen är sannolikt fiktiv. Berättelsens proveniens går tillbaka till 1470-talet i Weisses Buch von Sarnen (men då utan namnet som däremot förekommer i den samtida balladen Tellenlied, men det var ett århundrade senare som skriftställaren Aegidius Tschudi nedtecknade eller hittade på många av de utstakande detaljerna i berättelsen.

## I konst och litteratur
På historien om Wilhelm Tell byggde Friedrich von Schiller ett av sina främsta skådespel och Gioacchino Rossini sin sista opera, Guillaume Tell. Tell har också varit motiv för surrealisten Salvador Dalí, i den berömda målningen Wilhelm Tells gåta (1933). En radikal och provokativ omtolkning av Tell-myten gjorde den schweiziske författaren Max Frisch i Wilhelm Tell für die Schule (1971, sv. Wilhelm Tell för skolan).